# Nunki
Nunki (sigma Sagittarii) is een heldere ster in het sterrenbeeld Boogschutter (Sagittarius). De naam is van Babylonische origine.
De ster staat ook bekend als Sadira.